# Ole Jacob Skattum
Ole Jacob Skattum, född den 8 juni 1862 i Kristiania (nuvarande Oslo), död den 15 juni 1930, var en norsk skolman och geograf.
Skattum blev 1907 filosofie doktor, 1920 rektor för Vestheims skola i Oslo och 1921 ordförande i Det norske Geografiske Selskab. Han utgav bland annat Nilens kilder (i sällskapets årsbok 1918), Ofirstudier (1907; i Videnskabsselskabet i Kristianias skrifter), Sydpolsforskning (1912) samt tillsammans med W. C. Brögger Videnskabelige ekspeditioner i Norge 1814-1914 (i jubileumsverket "Norge", 1914), och Die Geographischen Forschungsreisen der Norweger (i 10 :e internationella geografkongressens handlingar, Rom, 1915).